# 规则交换格式
规则交换格式（Rule Interchange Format，RIF）是一个已经建议的语义网构成要素。W3C目前正在构建RIF，将其作为可能推荐的，适合于语义网之上基于规则的系统之中规则交换的格式。RIF旨在为不同的规则语言和推理引擎创建一种交换格式。